# 알라후엘라

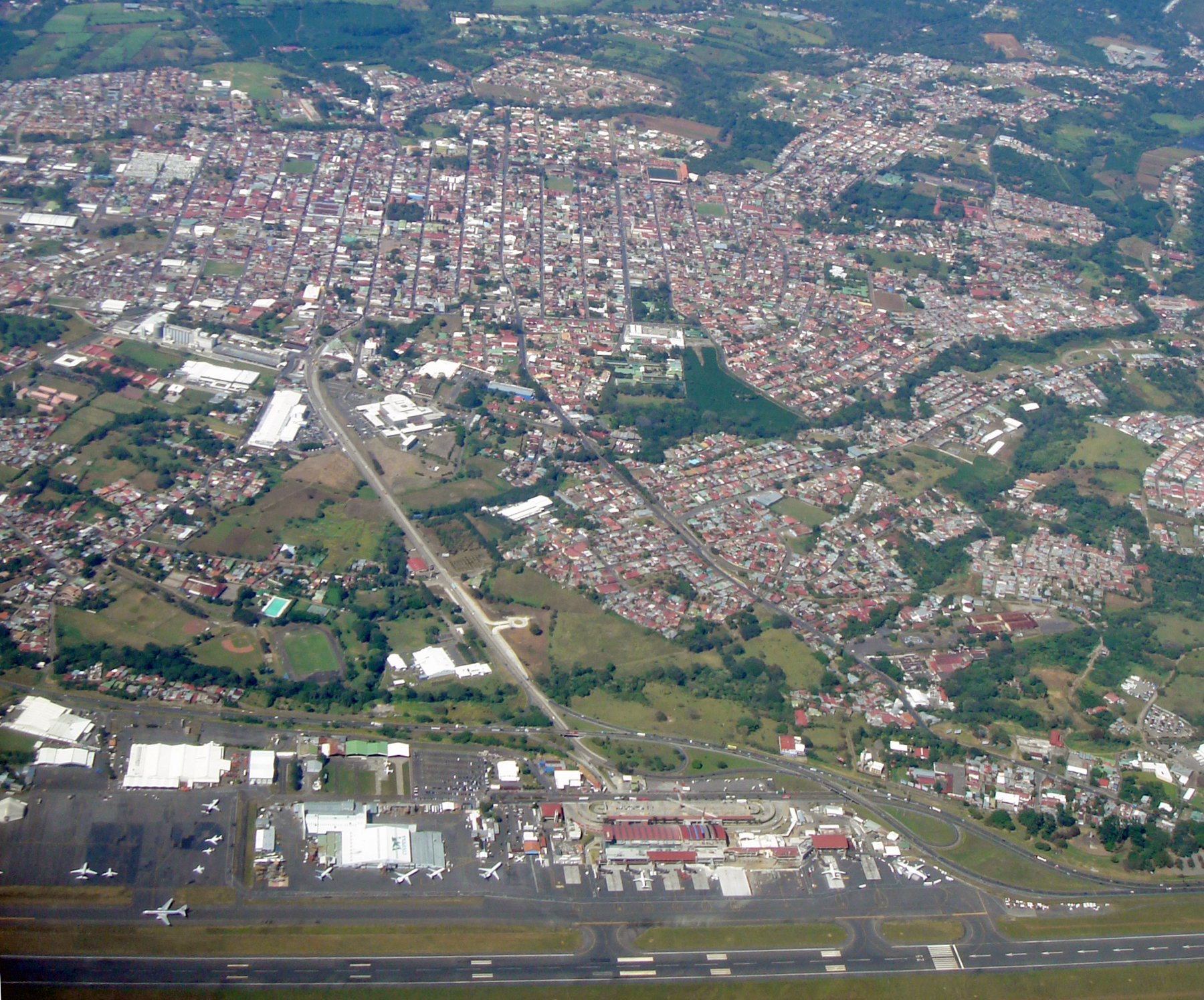
알라후엘라

알라후엘라(스페인어: Alajuela)는 코스타리카 알라후엘라주의 주도이다.